# Det är ett 'yndigt' land
Det är ett 'yndigt' land skrevs omkring år 1850 av tidningsmannen i Helsingborg Oskar Patrik Sturzenbecker, och är den första kända Skånehymnen. Den har samma versmått och inledningsord som Oehlenschlägers Der er et yndigt land, eftersom Sturzenbecker önskade att man skulle sjunga fäderneslandets lov på samma melodi på bägge sidor av Öresund.
Det är ett "yndigt" land
där Sundets böljor glittra
vid bokomskuggad strand,
där över tegar utan tal
de glada lärkor kvittra
och rödbent stork går vakt för bondens förstusval.
Det landet är oss gott,
med sina milda tycken,
sin rika arvelott,
med sina minnens ädla börd
och nya ärors smycken,
med sina hävders skatt och sina slätters skörd.
Det är en mö så huld,
med blåklint krönt om pannan,
med ax av kärntungt guld;
med hälften sydländska behag
hon ler som ingen annan
men blond är likväl hyn och nordiska dess drag.
Vid hennes altarhärd
Du, skånske man, hembäre
din kärleks bästa gärd!
och under livets pilgrimsgång
du henne trofast äre
med ständigt ny bedrift, i saga och i sång.